# Fontana del Trullo

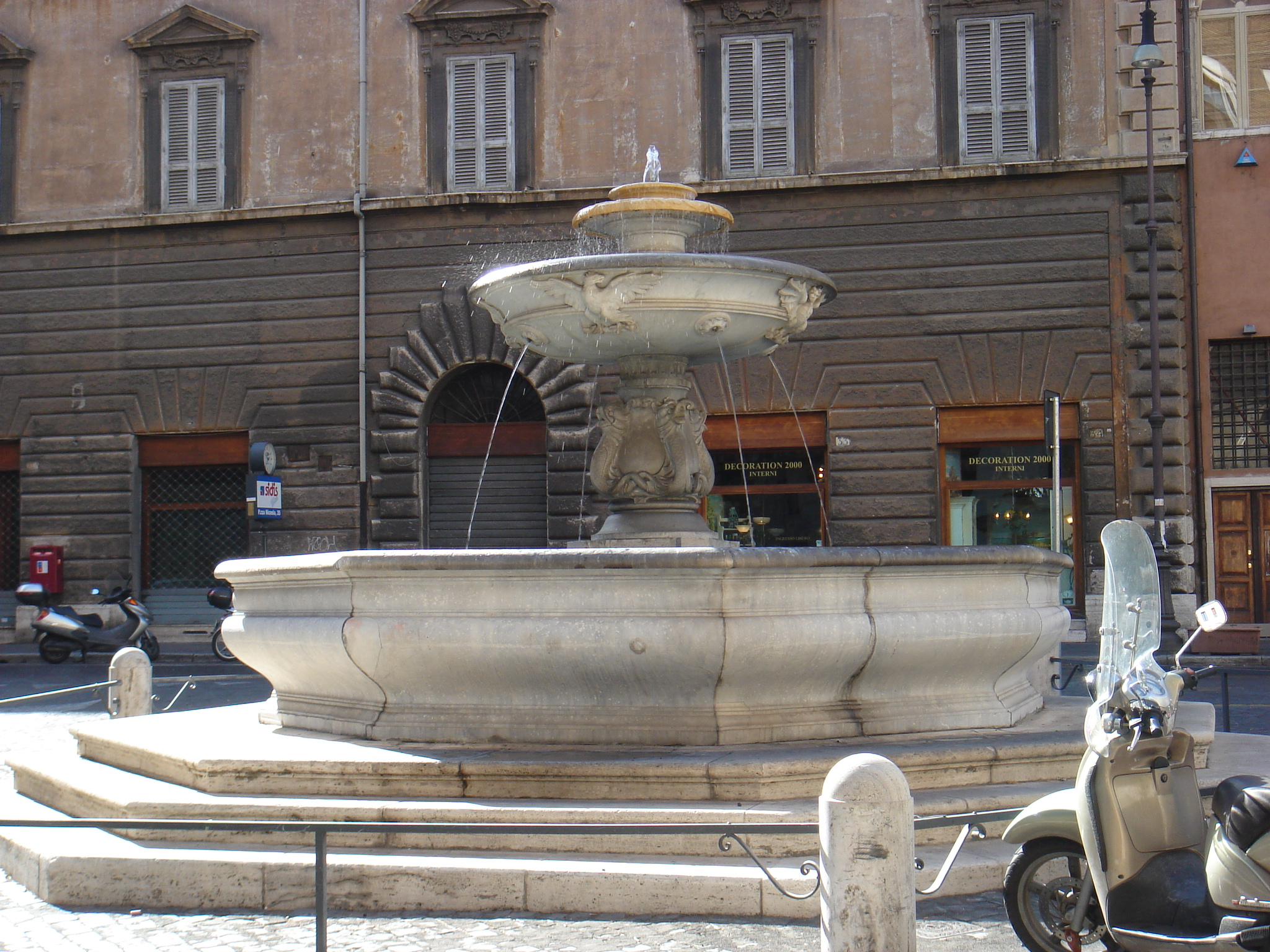
La fontana del Trullo

La fontana del Trullo è una tra le più antiche fontane rinascimentali di Roma, realizzata nel 1572; inizialmente venne posta in piazza del Popolo dalla quale fu tolta nei primi anni del XIX secolo a seguito della risistemazione della piazza e, dopo alterne vicende, trovò sistemazione definitiva, dal 1950, in piazza Nicosia. La memoria della collocazione iniziale permane nel nome, giacché piazza del Popolo si chiamava in origine appunto "piazza del Trullo".

## Storia
Subito dopo il restauro dell'acquedotto dell'Aqua Virgo, terminato nel 1570, furono iniziati i lavori per una ramificazione sotterranea secondaria del condotto, in modo da raggiungere l'area dell'antico Campo Marzio, tra le zone più popolose di Roma, e venne di conseguenza progettata anche l'edificazione di un certo numero di fontane. La prima fu commissionata da papa Gregorio XIII, nel 1572, a Giacomo Della Porta, in piazza del Popolo, in occasione dell'ampliamento e della sistemazione urbanistica della piazza stessa.
La nuova fontana era composta da due catini di diverso diametro dai quali l'acqua precipitava in una vasca inferiore, di forma ottagonale, poggiata su una base di tre gradini anch'essi ottagonali. Il catino più grande era ornato con bassorilievi che raffiguravano lo stemma di Gregorio XIII, un drago con le ali aperte. Al Della Porta va attribuito il progetto, mentre la realizzazione scultorea venne affidata, come risulta da un atto del 1572, allo scultore francese Giovanni Leminard che, tra l'altro, utilizzò marmi ricavati da reperti archeologici dell'antica Roma, di cui la città era ben fornita.
Doveva essere sistemata al centro della piazza, ma la realizzazione non fu soddisfacente, perché l'intera struttura risultò essere troppo piccola ed insignificante per l'ampiezza dell'ambiente.
Nel 1589, papa Sisto V sistemò al centro della piazza l'obelisco, e qualche anno dopo la fontana venne spostata in posizione più decentrata, all'inizio di via del Corso.
Tra il 1818 e il 1823 Giuseppe Valadier dette la sistemazione definitiva a piazza del Popolo, e rimosse la fontana che, nel 1849, venne posizionata sul Gianicolo, davanti alla chiesa di San Pietro in Montorio, dove però rimase solo una ventina d'anni prima di essere nuovamente rimossa, smontata e riposta in un magazzino comunale.
Quando, nel 1940, si pensò di riutilizzare la fontana, si dovettero ricostruire i due catini superiori (sulla base di una stampa dettagliata del XVII secolo), che, nel frattempo, erano andati perduti. Con l'occasione, ai bassorilievi che richiamavano lo stemma di papa Gregorio XIII ne vennero alternati altri raffiguranti un'aquila con le ali aperte, stemma della famiglia Borghese un cui rappresentante era all'epoca Governatore di Roma. Nel 1950 la nuova fontana venne riassemblata e posizionata dove si trova attualmente, in piazza Nicosia.